# Bixkek
Bixkek (Бишкек) és la capital del Kirguizstan. Antigament se l'anomenava Frunze.
Està en la vall del riu Txu, en el curs dels rius Alaarcha i Alamedín, al peu de les muntanyes Kirguises, a pocs quilòmetres del Kazakhstan. La seva altitud és de 850 m sobre el nivell del mar. Té aproximadament un milió d'habitants. Ètnicament era una ciutat russòfona: el 66% dels habitants eren d'origen rus i només el 13% són kirguisos. Després de la independència del Kirguizstan, però, hi va haver un èxode massiu de russos, ucraïnesos, alemanys i tàtars seguit de l'arribada de milers de kirguisos provinents de les regions rurals. Malgrat tot, el rus continua sent l'idioma principal de la ciutat mentre que el kirguís continua perdent terreny especialment entre els més joves.

## Geografia

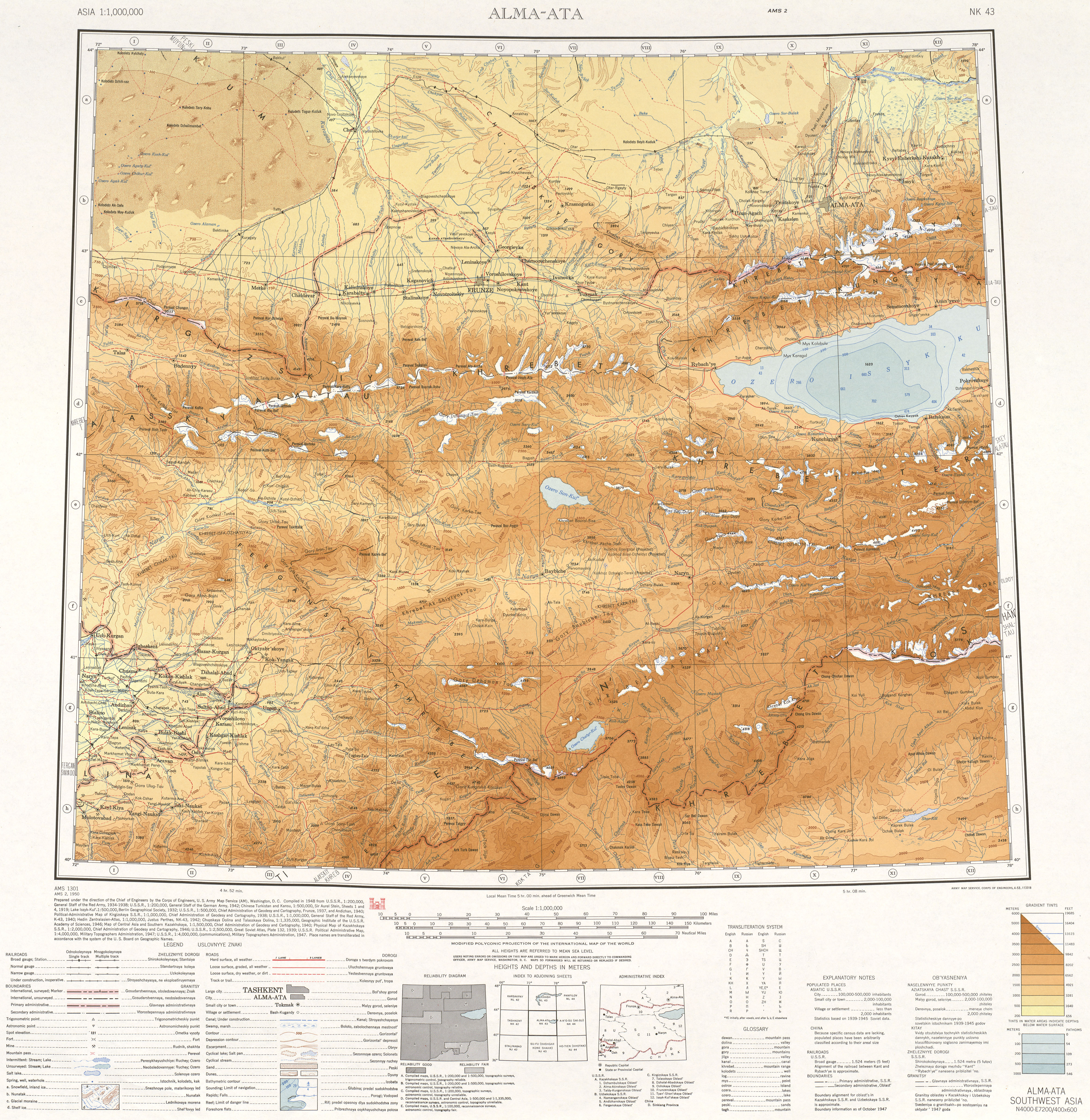
Mapa que inclou Bishkek (etiquetat com a Frunze) (AMS, 1948)

### Orientació
Tot i que Bixkek és relativament jove, els seus voltants tenen alguns llocs d'interès que daten de temps prehistòrics. També hi ha llocs del període greco-budista, del període d'influència nestoriana, de l'època dels kanats de l'Àsia central i del període soviètic.

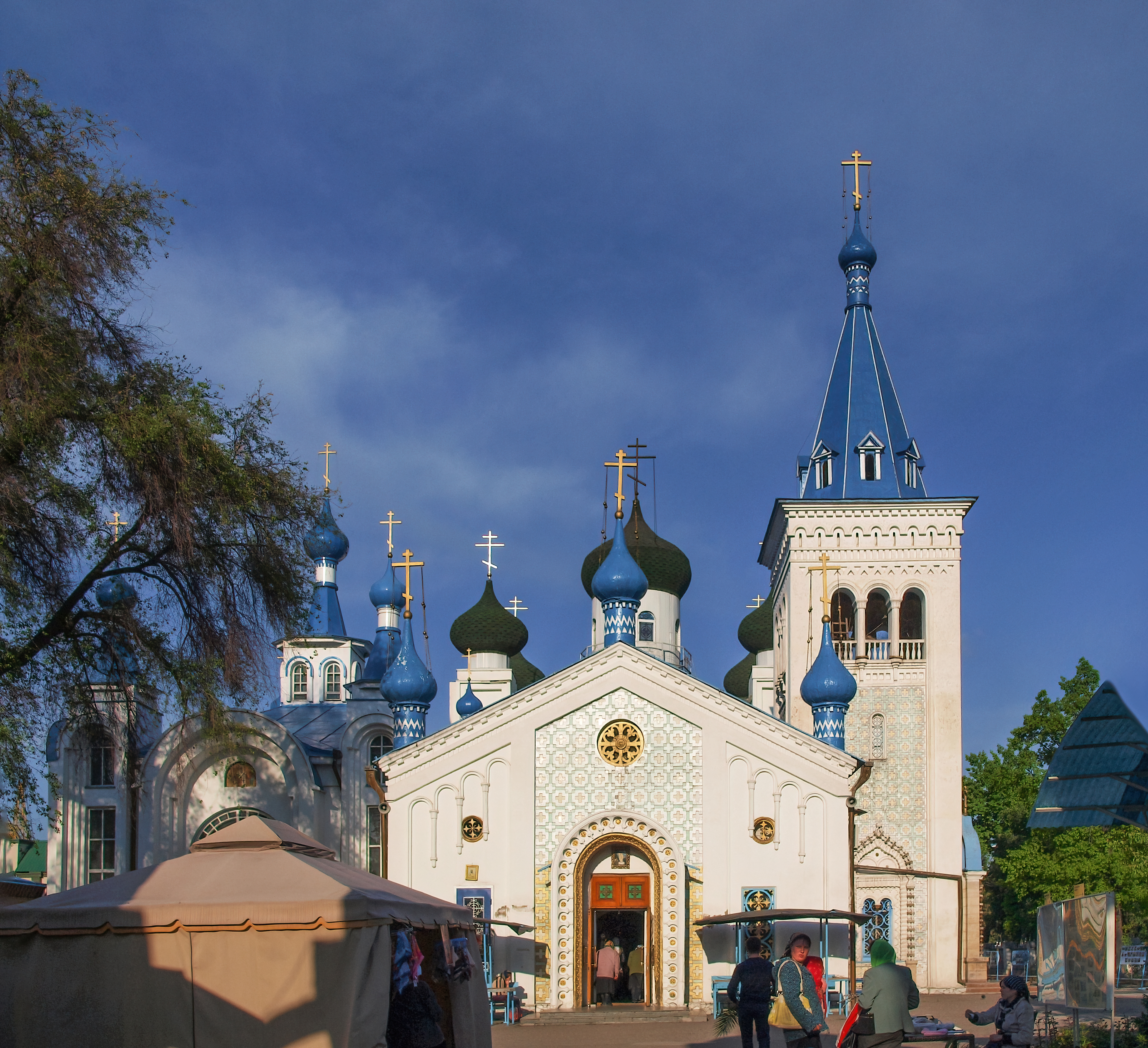
Catedral ortodoxa russa de la Santa Resurrecció

La part central de la ciutat està distribuïda sobre una planta rectangular de quadrícula. El carrer principal de la ciutat és l'avinguda Txu d'est a oest (Chüy Prospekti), que rep el nom del riu principal de la regió. A l'època soviètica, es deia avinguda Lenin. Al seu costat o a prop hi ha molts edificis governamentals i universitats importants. Aquests inclouen el complex de l’Acadèmia de Ciències. La secció més occidental de l'avinguda es coneix com a avinguda Deng Xiaoping.
El carrer principal nord-sud és el carrer Yusup Abdrakhmanov, que encara es coneix habitualment pel seu antic nom, carrer Sovietskaya. Les seves seccions nord i sud s'anomenen, respectivament, carrers Yelebesov i Baityk Batyr. Al costat d'ell s'hi troben diversos centres comercials importants, i al nord, ofereix accés al basar de Dordoy.
El bulevard Erkindik ("Llibertat") va de nord a sud, des de l'estació principal del ferrocarril (Bishkek II) al sud de l'avinguda Chüy fins al barri dels museus i el parc d'escultures al nord de l'avinguda Chüy, i més al nord cap al Ministeri d'Afers Exteriors. En el passat, s'anomenava Dzerzhinsky Boulevard, el nom d'un revolucionari comunista, Féliks Dzerjinski, i la seva continuació al nord encara es diu carrer Dzerzhinsky.
Un carrer important d'est a oest és Jibek Jolu ("Ruta de la seda"). Va paral·lel a l'avinguda Chüy a uns 2 km al nord i forma part de la carretera principal est-oest de la província de Txui. Tant les terminals d'autobusos oriental com occidental es troben al llarg de Jibek Jolu.
Hi ha una església catòlica romana situada a ul. Vasiljeva 197 (a prop de Rynok Bayat). És l'única catedral catòlica del Kirguizstan.
Un estadi anomenat en honor de Dolon Omurzakov es troba prop del centre de Bishkek. Aquest és l'estadi més gran de la República Kirguisa.

### Centre de la ciutat
- Museu Històric Estatal de Kirguistán, situat a la plaça Ala-Too, la plaça principal de la ciutat.
- Museu Estatal d'Arts Aplicades, que conté exemples d'artesania tradicional kirguisa.
- Casa Museu Frunze.
- Estàtua d’Ivan Panfilov al parc prop de la Casa Blanca.
- Una estàtua eqüestre de Mikhaïl Frunze es troba en un gran parc (Boulevard Erkindik) davant de l'estació de tren.
- L'estació de tren va ser construïda l'any 1946 per presoners de guerra alemanys i ha sobreviscut des d'aleshores sense més renovacions ni reparacions; la majoria dels que el van construir van morir i van ser enterrats en fosses no senyalitzades prop de l'estació.
- L'edifici principal del govern, la Casa Blanca, és un gran edifici de marbre de set pisos i l'antiga seu del Partit Comunista de la República Socialista Soviètica del Kirguizstan.
- A la plaça Ala-Too hi ha un monument de la independència on es pot veure el canvi de guàrdia.
- Oix Bazaar, a l'oest del centre de la ciutat, és un gran mercat de productes pintorescs.
- Filharmònica Nacional Kirguisa, sala de concerts.

### Barris exteriors
El basar de Dordoy, just dins de l'autopista de circumval·lació a l'extrem nord-est de la ciutat, és un important mercat minorista i majorista.

### Fora de la ciutat
La serralada kirguisa Ala-Too, a uns 40 km, proporciona un teló de fons espectacular a la ciutat; el parc nacional d'Ala Archa és a només 30 o 45 minuts amb cotxe.

### Distàncies
Bishkek és a uns 300 km de distància de la segona ciutat més gran del país, Oix. No obstant això, la seva gran ciutat més propera és Almati del Kazakhstan, que és de 190 km a l'est. A més, és a 470 km de Taixkent (Uzbekistan), 680 km de Duixanbe (Tadjikistan), i a uns 1.000 km d'Astanà (Kazakhstan), Ürümchi (Xina), Islamabad (Pakistan) i Kabul (Afganistan).

### Clima
Bishkek té un clima continental humit d'influència mediterrània (classificació climàtica de Köppen Dsa), ja que la temperatura mitjana mitjana a l'hivern és inferior a 0 °C. La precipitació mitjana és d'uns 440 mm l'any. Les temperatures altes mitjanes diàries oscil·len entre 3 °C al gener fins a uns 31 °C durant el juliol. Els mesos d'estiu estan dominats per períodes secs, marcats per tempestes ocasionals, que produeixen forts vents amb ràfegues i rares tempestes de pols. Les muntanyes del sud proporcionen un límit natural i protecció contra el clima perjudicial, com ho fa la cadena muntanyosa més petita que va de nord-oest a sud-est. Als mesos d'hivern, les tempestes de neu escassas i la boira abundant i freqüent són les característiques dominants. De vegades hi ha inversions de temperatura, durant les quals la boira pot durar dies a la vegada.

## Demografia
Bixkek és la ciutat més poblada del Kirguizstan. La seva població, estimada el 2021, era d'1.074.075 habitants. Des de la fundació de la ciutat fins a mitjans de la dècada de 1990, els russos ètnics i altres pobles d'ascendència europea (ucraïnesos, alemanys) eren la majoria de la població de la ciutat. Segons el cens de 1970, els kirguisos només eren el 12,3%, mentre que els europeus eren més del 80% de la població de Frunze. Ara Bishkek és una ciutat predominantment kirguisa, amb el 75% dels seus residents kirguisos, mentre que els pobles europeus representen al voltant del 15% de la població. Malgrat aquest fet, el rus és la llengua principal mentre que el kirguiz segueix perdent terreny, sobretot entre les generacions més joves.
| 1897  | 1939   | 1959    | 1970    | 1979    | 1989    | 1999    | 2009    | 2015    | 2017    | 2022      | 2023      | 1r gener 2025 |
| 6.615 | 92.783 | 223.831 | 430.618 | 532.931 | 610.630 | 750.327 | 821.915 | 937.400 | 965.900 | 1.120.827 | 1.145.044 | 1.191.000     |

## Ecologia i medi ambient

### Qualitat de l'aire
Les emissions de contaminants atmosfèrics a Bixkek van ascendir a 14.400 tones el 2010. Entre totes les ciutats del Kirguizstan, el nivell de contaminació de l'aire a Bixkek és el més alt, de vegades superant diverses vegades les concentracions màximes permeses, especialment al centre de la ciutat. Per exemple, les concentracions de formaldehid de vegades superen els límits màxims admissibles per un factor de quatre.
La responsabilitat del control de la qualitat de l'aire ambiental a Bixkek recau en l'Agència Estatal d'Hidrometeorologia de Kirguistán. Hi ha set estacions de control de la qualitat de l'aire a Bixkek, que mesuren els nivells de diòxid de sofre, òxids de nitrogen, formaldehid i amoníac.

## Economia

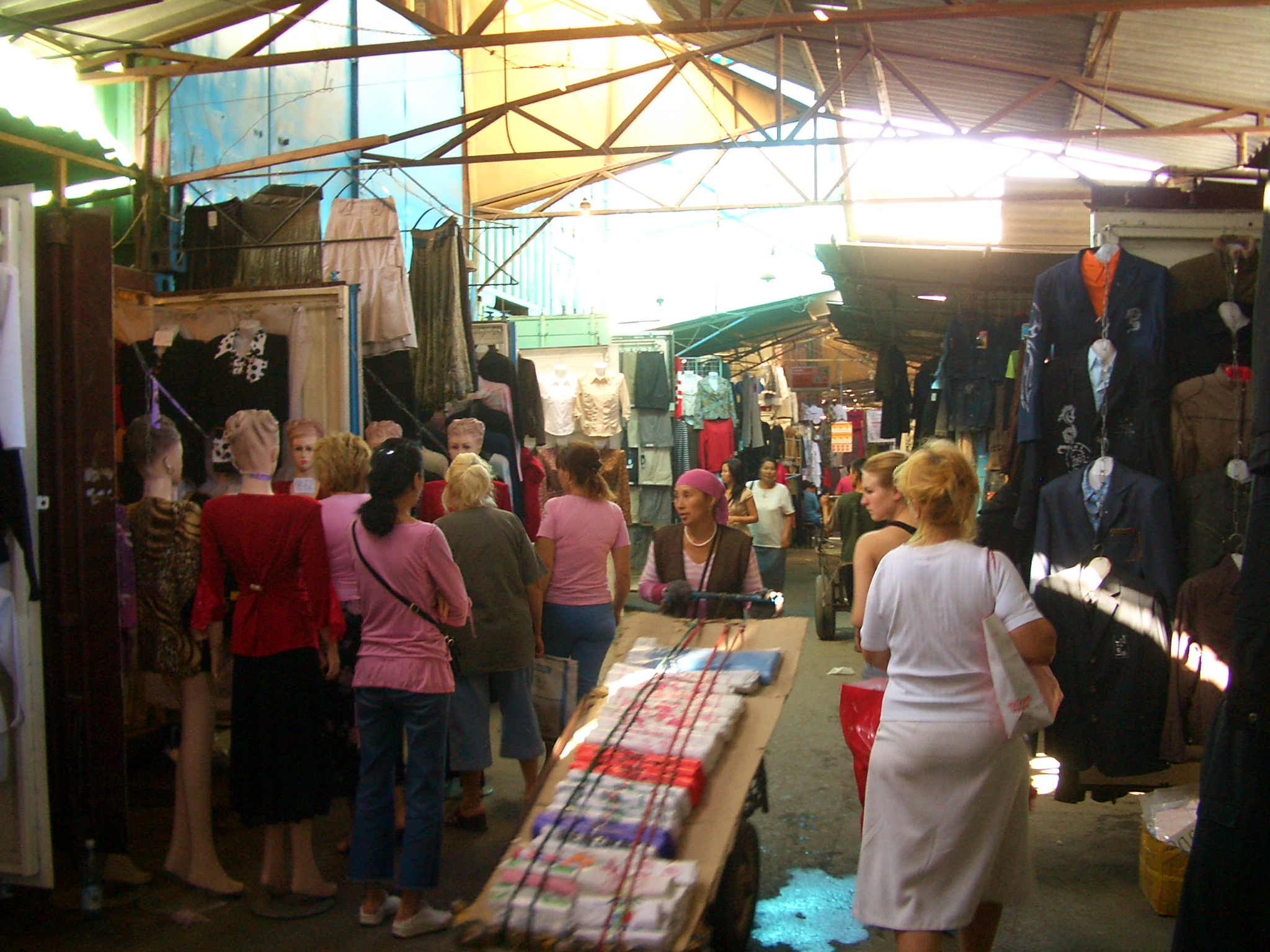
Basar Dordoy

Bixkek utilitza la moneda del Kirguizstan, el som. El valor del som fluctua regularment, però al juliol del 2020 va tenir una mitjana d'uns 75 som per dòlar dels EUA. L'economia de Bixkek és principalment agrícola, i de vegades els productes agrícoles s'intercanvien a les regions perifèriques. Els carrers de Bishkek estan plegats regularment de venedors de productes en un lloc d'estil de mercat. A la major part del centre de la ciutat hi ha un paisatge urbà més urbà amb bancs, botigues, mercats i centres comercials. Entre els productes més buscats, hi ha peces artesanals fetes a mà, com ara estàtues, talles, pintures i moltes escultures basades en la natura.
Les principals fàbriques es dediquen a la producció de maquinària per a la construcció i la indústria metal·lúrgica, encara que també existeixen factories de conserves i transformació de productes alimentaris. La ciutat és la seu de l'Acadèmia de Ciències del Kirguizstan i de l'Institut Politècnic d'Agricultura. Des de 1957 disposa d'una important universitat. És una ciutat jardí amb un traçat geomètric, en els carrers de la qual destaca l'elevat nombre d'arbres: una cinquena part de la superfície de la ciutat està ocupada per zones verdes.

### Habitatge
Com passa amb moltes ciutats dels estats postsoviètics, l'habitatge a Bixkek ha sofert grans canvis des de l'enfonsament de la Unió Soviètica. Mentre que l'habitatge es distribuïa antigament als ciutadans a l'època soviètica, l'habitatge a Bixkek s'ha privatitzat des de llavors.
Tot i que les cases unifamiliars s'estan fent més populars a poc a poc, la majoria dels residents viuen en apartaments de l'època soviètica. Tot i que l'economia kirguís ha experimentat un creixement, l'augment de l'habitatge disponible ha estat lent amb molt poca construcció nova. Com a resultat d'aquesta prosperitat creixent i la manca de nous habitatges formals, els preus han augmentat significativament, duplicant-se entre 2001 i 2002.
Aquells que no poden pagar l'alt preu de l'habitatge a Bixkek, sobretot els migrants interns de pobles rurals i petites ciutats de província, sovint han de recórrer a assentaments informals d'okupes als afores de la ciutat. Es calcula que aquests assentaments alberguen 400.000 persones o al voltant del 30 per cent de la població de Bishkek. Tot i que molts dels assentaments no tenen necessitats bàsiques com ara electricitat i aigua corrent, recentment, el govern local ha empès per oferir aquests serveis.

## Història
Prop de la ciutat, els arqueòlegs han trobat jaciments neolítics. Les hordes mongoles van derrotar la civilització que estava establerta en la regió des del segle x. La regió va ser conquistada a la fi del segle xviii pel kanat usbec de Kokand, que hi va establir el 1825 una fortalesa situada en la cèlebre ruta de la Seda, en el tram que unia Taixkent amb Almati.
La fortalesa va ser capturada per les tropes russes el 1862, i fou arrasada. Els nous colons russos van erigir-ne una de nova al costat de les ruïnes de l'anterior. Els russos van fundar una ciutat (Pishpek) el 1878 en l'emplaçament de l'antiga fortalesa. Aviat es va convertir en una ciutat d'aparença europea i la població va créixer vertiginosament, convertint-se en el centre administratiu del districte en el qual es trobava. El 1924 va ser designada capital de l'oblast autònom kirguís, que es va convertir dos anys després en la República Socialista Soviètica Autònoma Kirguís. Va ser rebatejada el 1928 pel règim soviètic amb el nom de Frunze, en honor del líder revolucionari i general de l'exèrcit Roig Mikhaïl Frunze, que havia nascut a la ciutat el 1885. Amb el règim soviètic va començar a desenvolupar-se la indústria de la ciutat, que en un primer moment es dedicava a la fabricació de components elèctrics.
Durant la Segona Guerra Mundial moltes factories es van assentar a Bixkek, i es convertí en un dels principals centres industrials del país. El 1970 tenia 431.000 habitants. La ciutat va recuperar el nom (ara en kirguís) de Bixkek el 1991, quan va ser proclamada la independència de la República del Kirguizstan, país del qual va ser declarada capital.

## Ciutats agermanades
- Ankara - Turquia
- Esmirna - Turquia
- Toronto - Ontario, Canadà (des de 2008)
- Almati - Kazakhstan
- Nursultan - Kazakhstan
- Qazvin, Iran
- Colorado Springs - Colorado, Estats Units (des de 1994).[20]
- Minsk - Belarús (des de 2008).[21]
- Gumi - Corea del Sud (des de 1991).
- Aixkhabad - Turkmenistan (des de 2018).[22][23]
- Ürümchi - República Popular de la Xina

## Persones il·lustres
- Mikhaïl Frunze (1885-1925), dirigent bolxevic durant la revolució russa i comandant militar soviètic que va donar nom a la ciutat de 1926 a 1991.
- Alexander Mashkevitch (nascut en 1954), empresari i inversor multimilionari kazako-israelià.
- Roza Otunbàieva (nascuda en 1950), el tercer president del Kirguizstan.
- Nasirdin Isanov (1943-1991), el primer primer ministre del Kirguizstan.
- Talant Dujshebaev (nascut en 1968), entrenador d'handbol i exjugador d'handbol.
- Valentina Shevchenko (nascuda en 1988) kickboxer i campiona de la UFC.
- Vladimir Perlin (nascut en 1942), violoncel·lista.
- Natalya Tsyganova (nascuda en 1971), medallista de 800 metres en els campionats mundial i europeu, representant de Rússia.
- Orzubek Nazarov (nascut en 1966), excampió de boxa de pes lleuger de l'WBA.
- Salijan Xarípov (nascut en 1964), primer cosmonauta de la República del Kirguizstan independent.[24]
- Tugelbay Sydykbekov (1912-1997), escriptor conegut com el "patriarca de la literatura kirguís".